# 賈娜·費南德茲
賈娜·費南德茲·貝拉斯科（加泰隆尼亞語：[ˈʒanə fəɾˈnandəθ βəˈlasku]；2002年2月18日—）是西班牙職業女子足球運動員，司職後衛，現效力英格蘭女子足球超級聯賽隊伍倫敦城雌獅與西班牙國家女子足球隊。她曾代表西班牙參加2018年國際足協U-17女子世界盃獲得冠軍、2025年歐洲女子足球錦標賽獲得亞軍。
費南德茲出身於拉瑪西亞，並在之後一路升上巴塞隆納B隊與一線隊。2018年11月，她首次代表巴塞隆納女足一線隊登場，當時她仍是預備隊的球員。2020年夏季，她正式與球隊簽約成為一線隊隊員。費南德茲在巴塞隆納的4個賽季一共收穫2座女子歐冠冠軍、5座女子西甲冠軍。2025年8月，宣布她將離開這支效力長達10年的球隊，並轉會至女子英超隊伍倫敦城雌獅。

## 備註
1. ↑  「Jana」的「J」發音為/ˈɟʝ/，介於「j」與「y」之間，故「Ja」應譯作「賈」而非「哈」。

## 外部連結
- 賈娜·費南德茲在巴塞隆納女子足球俱樂部
- 賈娜·費南德茲在巴塞隆納足球俱樂部的球員資料庫
- 賈娜·費南德茲在BDFutbol中的档案
- 賈娜·費南德茲在ESPN FC中的档案
- Soccerway資料庫：賈娜·費南德茲